# NGC 3756
NGC 3756 é uma galáxia espiral barrada (SBbc) localizada na direcção da constelação de Ursa Major. Possui uma declinação de +54° 17' 39" e uma ascensão recta de 11 horas, 36 minutos e 47,8 segundos.
A galáxia NGC 3756 foi descoberta em 14 de Abril de 1789 por William Herschel.